# 中国共产党第三届中央执行委员会
中国共产党第三届中央执行委员会是1923年6月由中国共产党第三次全国代表大会选举产生的中国共产党中央执行委员会。其任期至1925年1月。

## 人员
其组成人员为：
- 中央执行委员会委员长：陈独秀
- 中央执行委员会委员（9人）：

陈独秀、李大钊、蔡和森、罗章龙、谭平山、毛泽东、王荷波、项德隆、朱少连
| 陈独秀 | 李大钊 | 蔡和森 | 毛泽东 | 王荷波 | 朱少连 | 谭平山 | 项德隆 | 罗章龙 |

- 中央执行委员会候补委员（5人）：

李汉俊、徐梅坤、邓中夏、邓培、张连光
| 邓中夏 | 徐梅坤 | 邓培 | 李汉俊 | 张连光 |